# Верментино

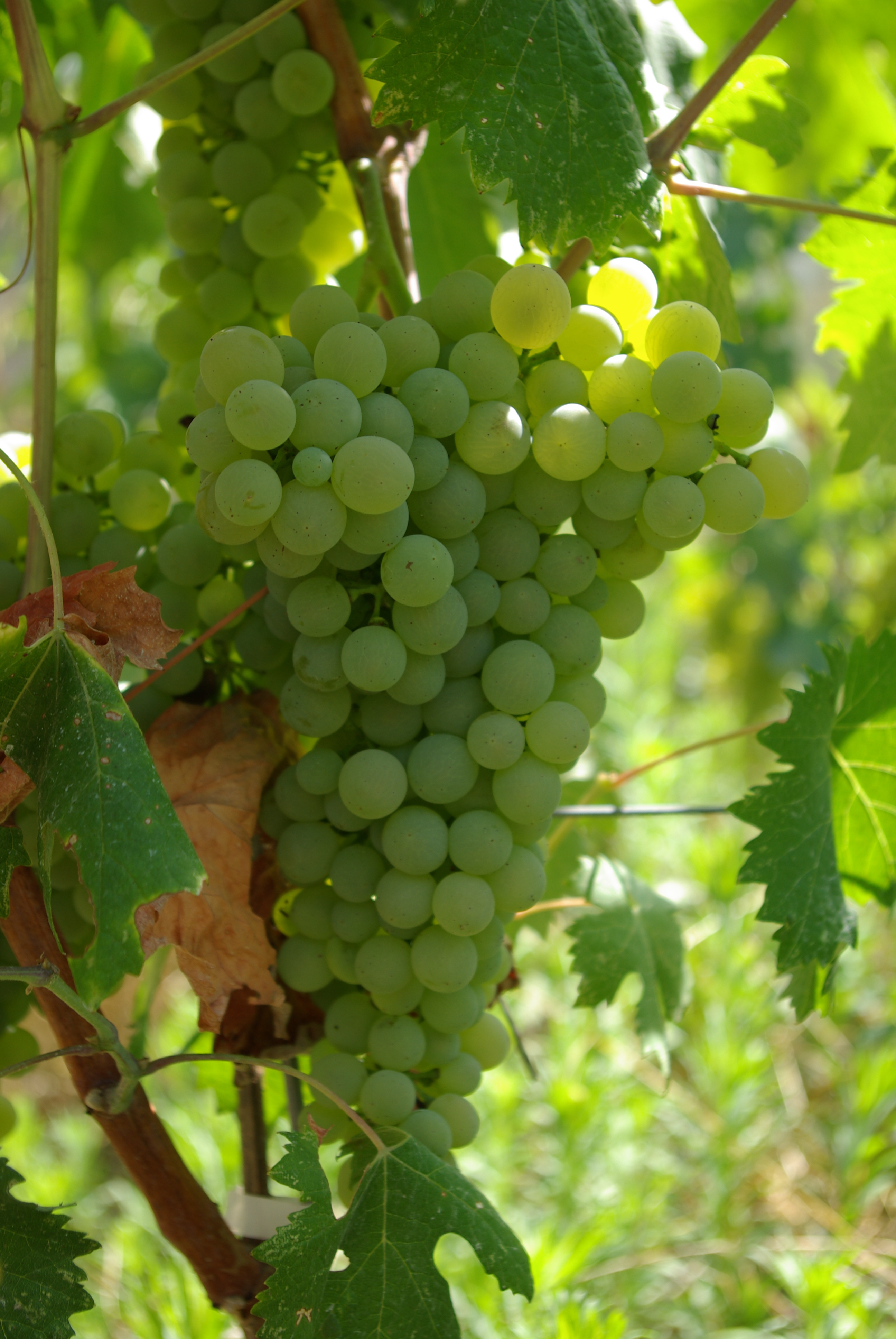
Верментино

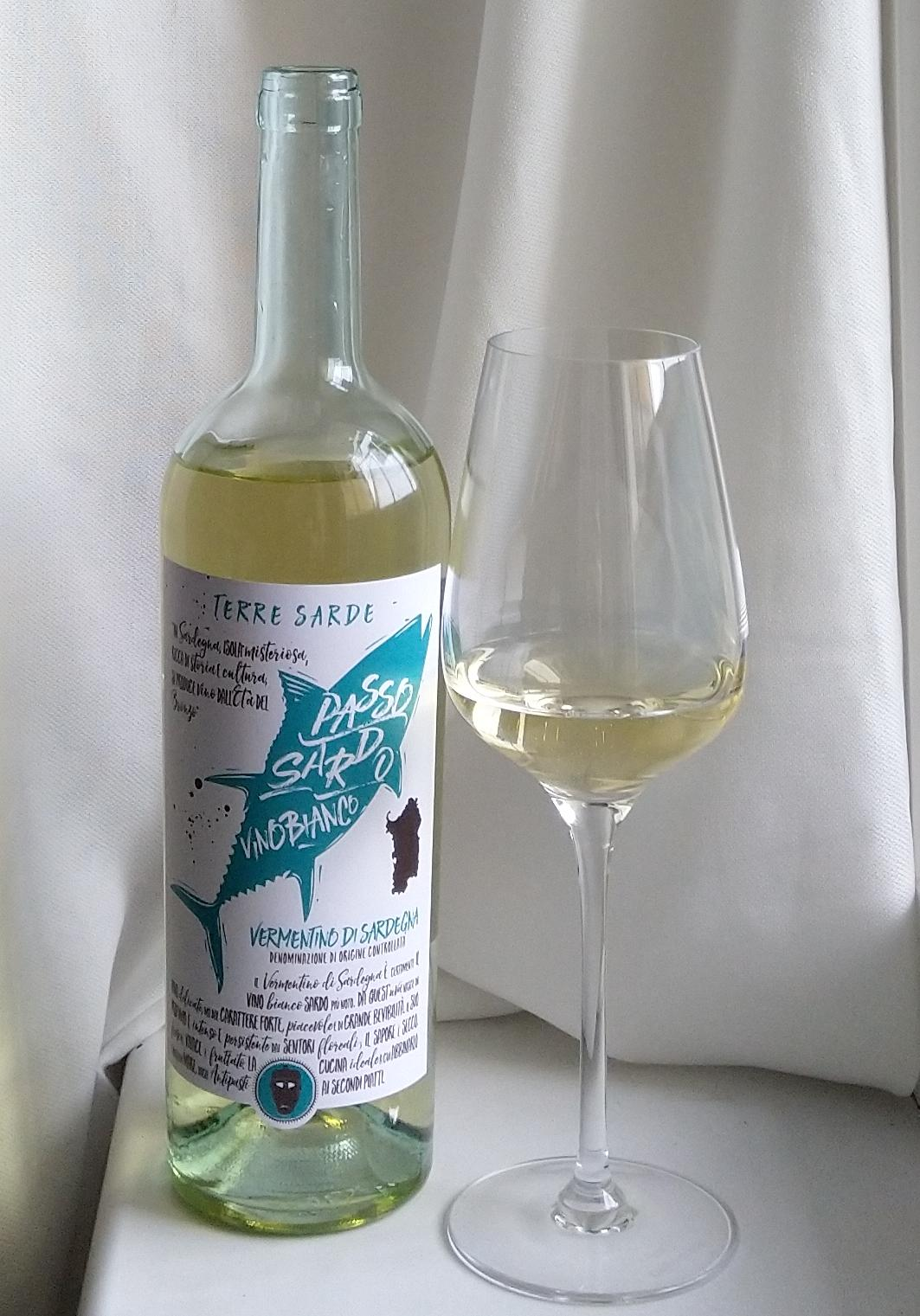
Вино з верментино

Верментино (італ. Vermentino) — італійський технічний сорт білого винограду. Існують суперечки щодо походження сорту, деякі дослідники вважають сорт автохтонним для Італії, інші говорять про його походження з Іспанії.

## Розповсюдження
Сорт вирощують здебільшого в Італії, на острові Сардинія, та у регіонах Лігурія, Тоскана. Також вирощується у Франції (здебільшого на Корсиці), Австралії, США. 

## Характеристики сорту
Сорт потребує багато світла. Гарно почуває себе на морських узбережжях.
Суцвіття середнього розміру, довжина 10-15 см, циліндричне, щільне. Квітка двостатева. Лист середній або великий, п'ятикутний, п'ятилопатевий, з більш-менш широким U-подібним черешковим синусом. Край листа плоский або злегка зігнутий. Нижня сторона листа світло-зеленого кольору, має опушення, виступаючі та зелені жилки; верхня сторона без опушення, темно-зелена, із зеленими прожилками. Гроно з промисловою зрілістю середнього розміру (завдовжки 15-20 см), переважно циліндричне, але також може бути пірамідальним, середньої щільності. Ягода середнього розміру, правильної форми, сферична з круглим поперечним перерізом, шкірка вкрита кутином, жовто-бурштинового кольору у роки зі сприятливими кліматичними умовами під час дозрівання, інакше колір зеленувато-жовтий. М'якоть з безбарвним соком, нейтральним ароматом.

## Характеристики вина
З Верментино виробляють сухі вина, як моносортові, так і купажні, які зазвичай споживаються молодими. Вина мають аромати цитрусових та білих фруктів. Смак легкий, свіжий, з вираженою кислотністю. Вина з Тоскани мають більш насичений смак. Вино гарно поєднується з м'якими сирами, рибними стравами та закусками.